# 特雷薩河

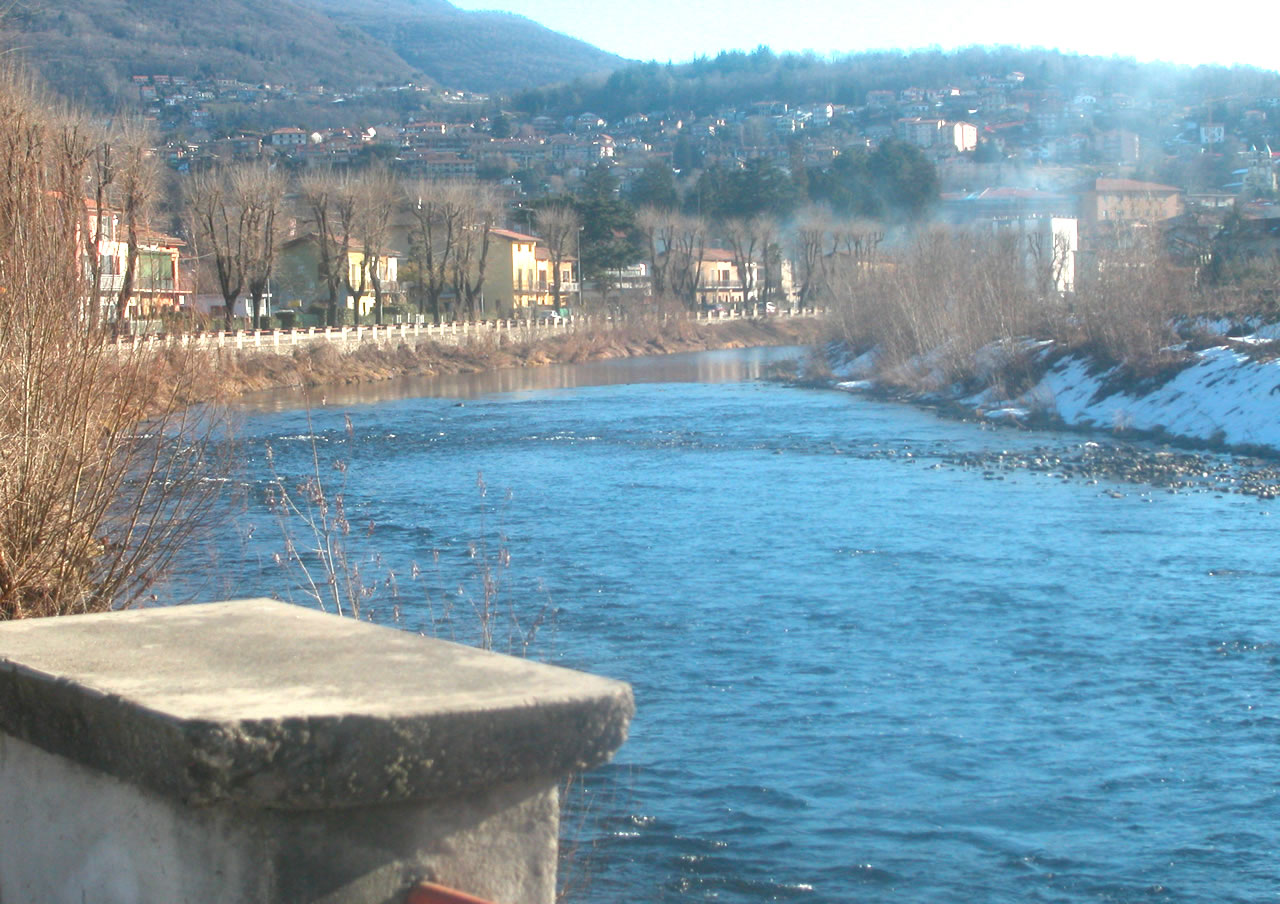

特雷薩河（義大利語：Tresa）是歐洲的河流，流經瑞士和意大利，屬於提契諾河的支流，河道全長13公里，流域面積475平方公里，發源自盧加諾湖，河口處在馬焦雷湖。

## 外部連結
- Hydrological data of the Tresa （页面存档备份，存于） at Ponte Tresa

45°59′48″N 8°43′36″E / 45.99667°N 8.72667°E